# 城山八幡宮
城山八幡宮（しろやまはちまんぐう）は、愛知県名古屋市千種区城山町にある神社。当地は戦国時代の織田氏の末森城の跡地であり、空堀が残っている。

## 歴史
八幡宮の詳しい創建年代は不詳であるが、現在地である城山の北東にあった楠という場所（現在の千種区春里町の南端）に創建されたといわれ、永禄年間（1558年 - 1570年）には天野重次が社殿を修造している。
また、現在、当社が建っている城山には天文17年（1548年）、織田信秀によって末森城が築城された。その後、城主となった子の織田信行によって天文22年（1553年）に城内に白山社が建立されている。
1908年（明治41年）、城山にあった白山社は八幡宮に合祀され、同時に末森村にあった浅間社、山神社、一ノ御前社も八幡宮に合祀された。
1912年（明治45年）、白山社旧地である城山一帯が氏子崇敬者の浄財寄進によって八幡宮の所有地となり、1936年（昭和11年）に城山に遷座した。
1956年（昭和31年）、社名を現在の城山八幡宮に改称している。

## 祭神
- 主祭神 - 譽田別命、息長帯比賣命、帯中津日子命
- 合祀神 - 木花開耶媛命、大山祗神、菊理媛命、伊邪那岐命、伊邪那美命

## 境内
| - 本殿 - 祝詞殿 - 幣殿 - 拝殿 - 廻廊 - 山神社 - 祭神：大山祇神 - 神明社 - 祭神：天照大神 - 津島社 - 祭神：建速須佐之男命 | - 神楽殿 - 社務所 - 神門 - 献茶殿「洗心軒」 - 豊玉稲荷社 - 祭神：稲荷大神 - 昭和塾堂 - 1928年（昭和3年）に建てられた教育施設。 - 養心殿 |

## 連理木

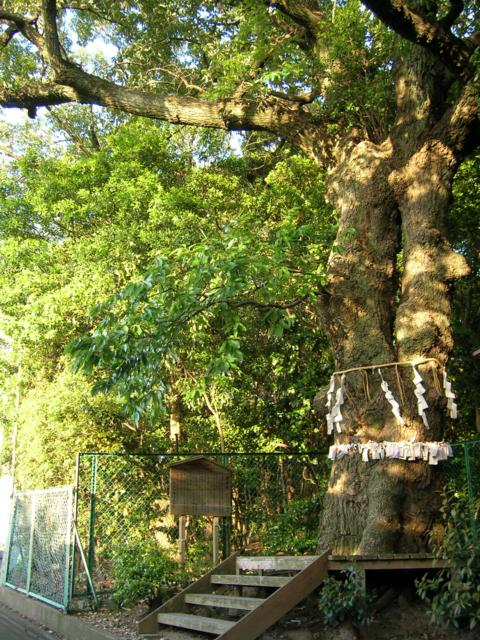
連理木

城山八幡宮境内には「連理木（れんりぼく）」と呼ばれる御神木がある。これは幹周り3m53cm、根周り4m30cm、樹高15mの名古屋市内最大のアベマキ（ブナ科の落葉高木）で、一度分かれた幹が再び連なって、さらに伸びていくという珍しい成長をした樹木である。このような連理木は、古来より吉兆とされ、夫婦円満、縁結びの御神木として信仰されている。

## ギャラリー

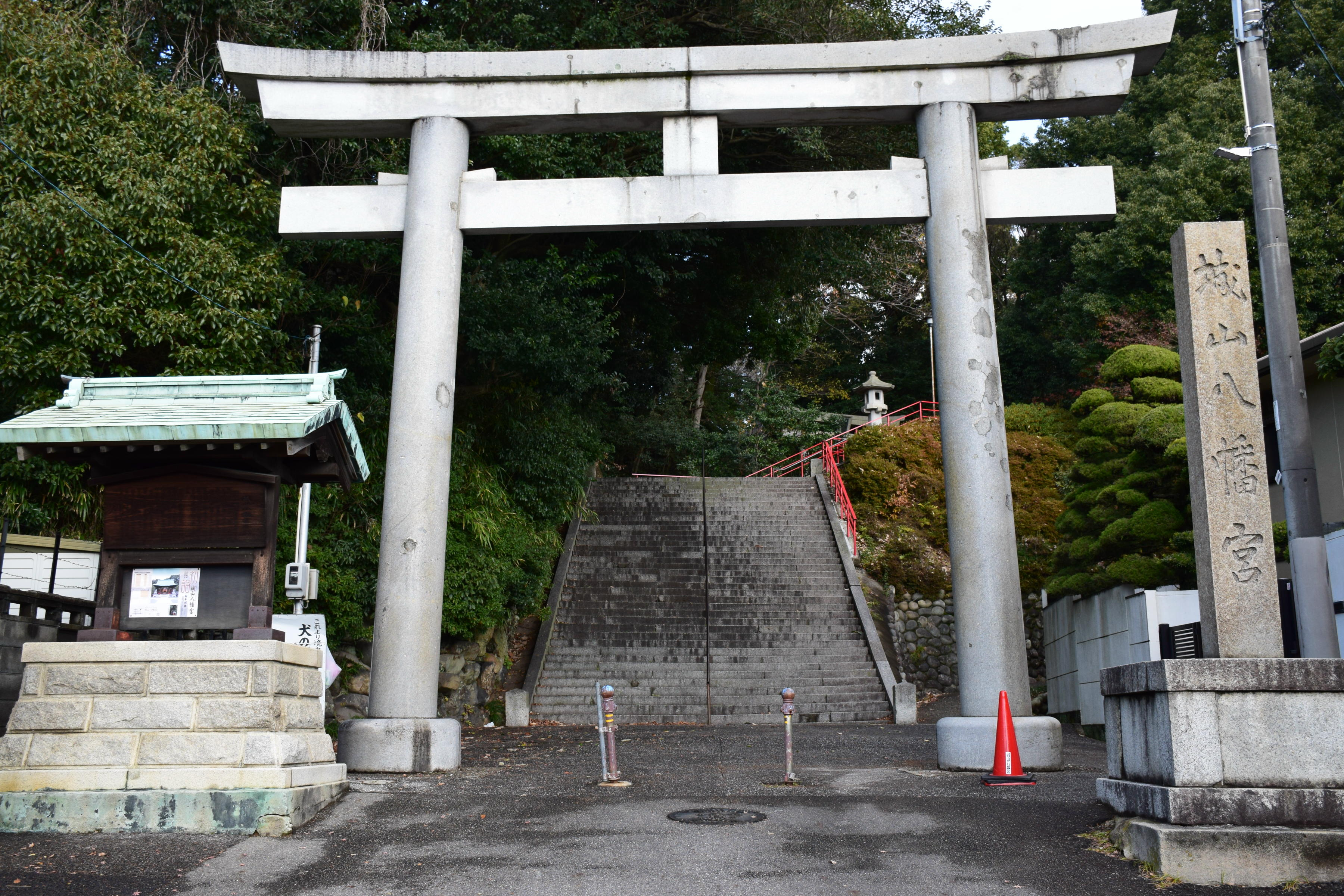
一の鳥居
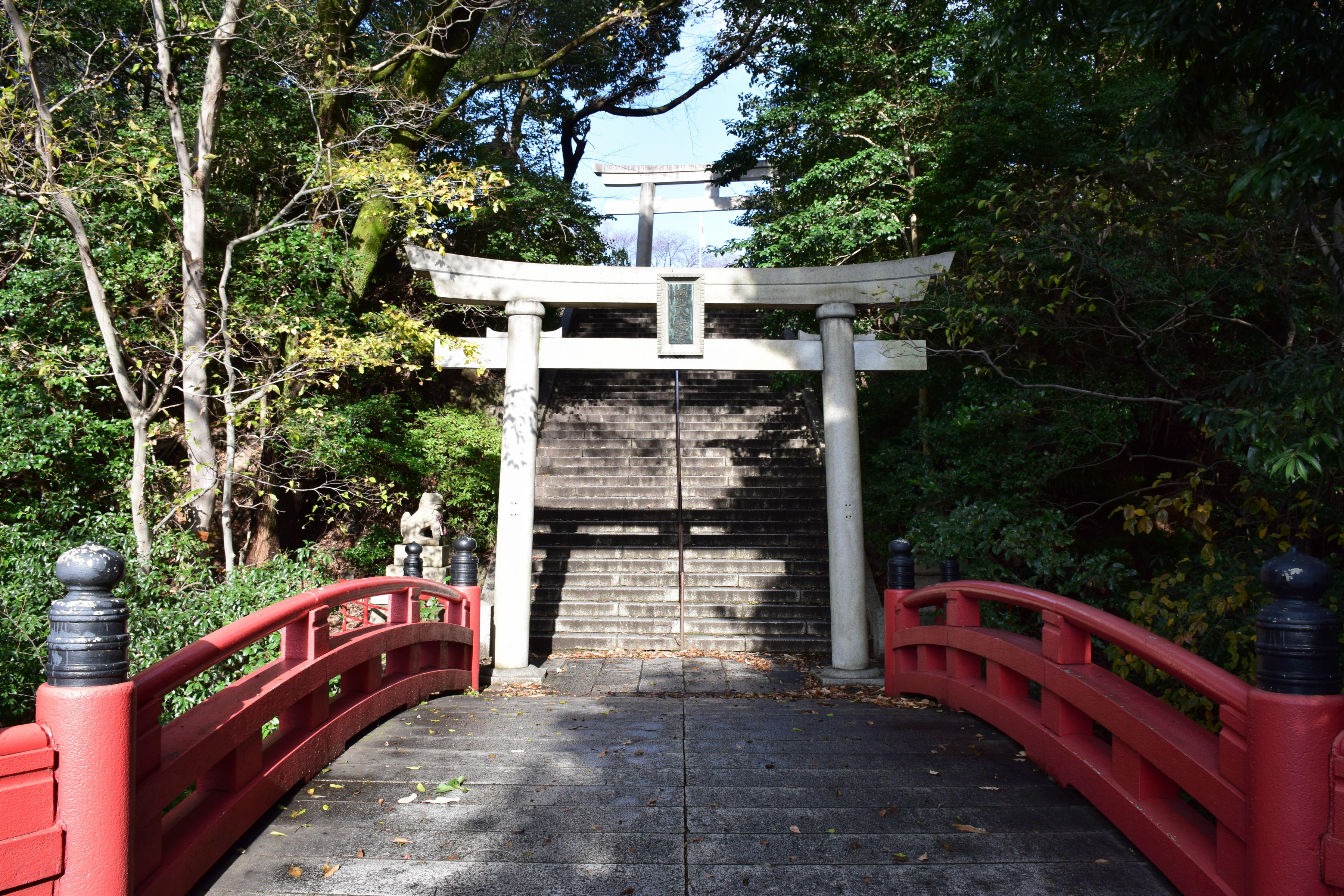
二の鳥居
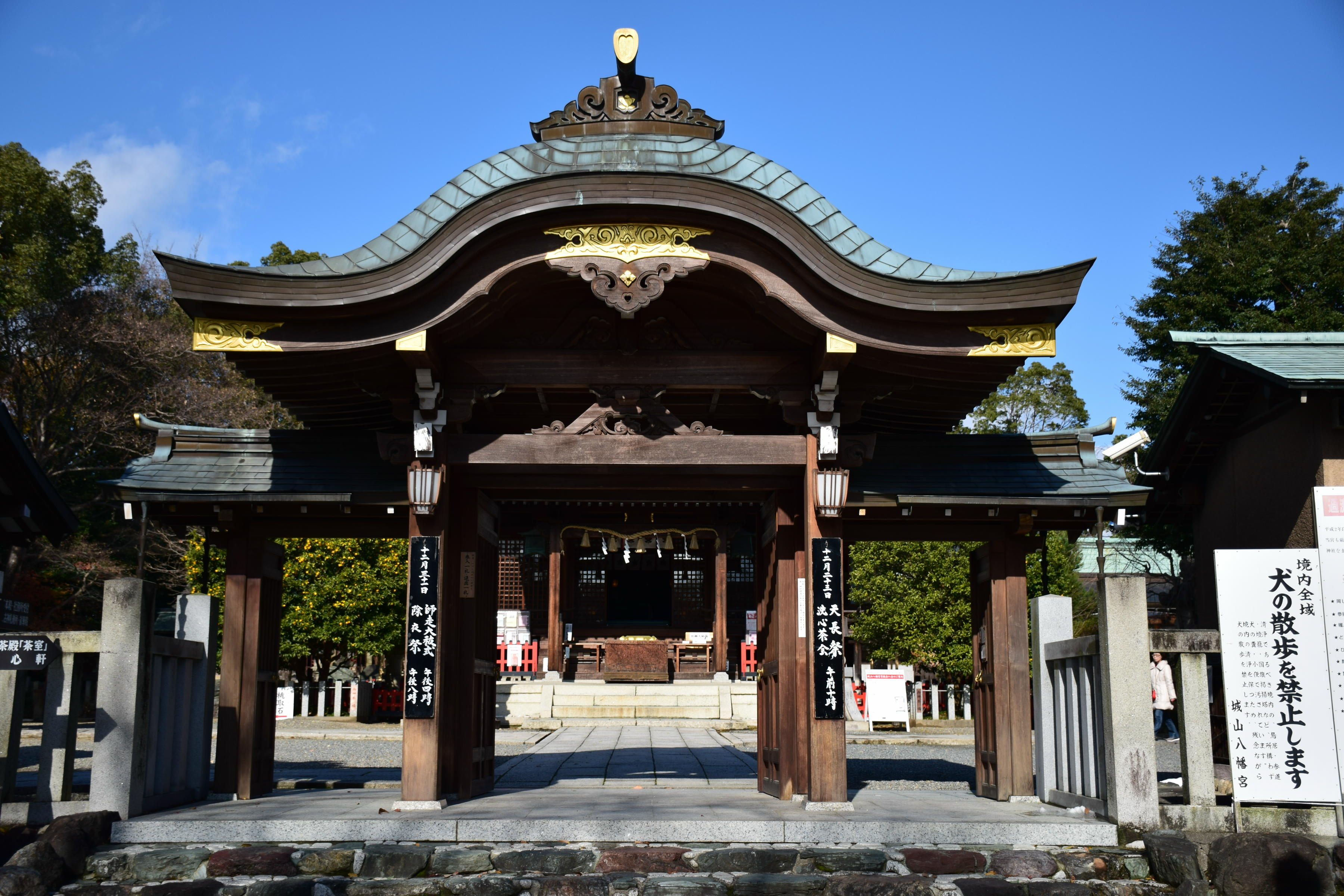
神門
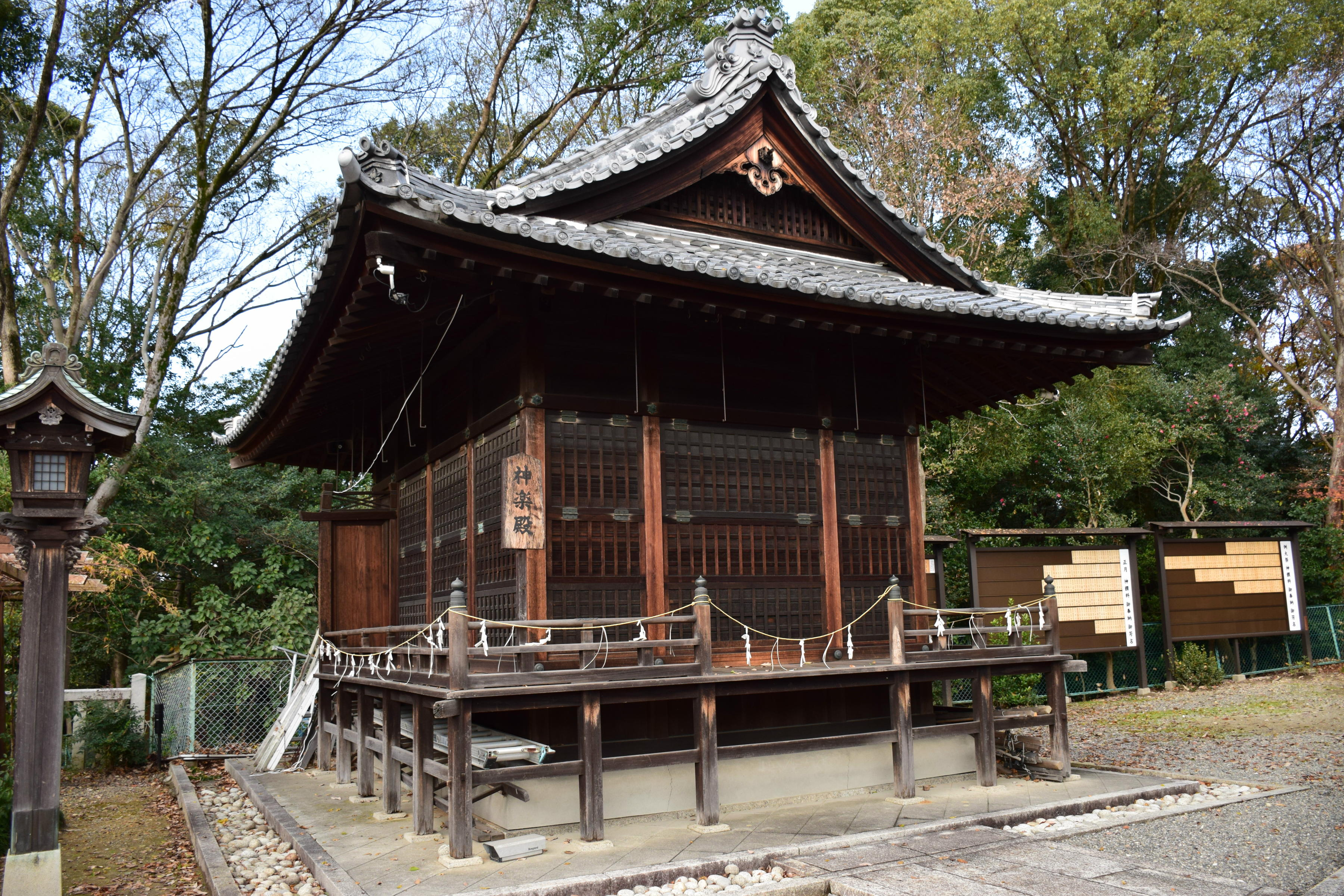
神楽殿
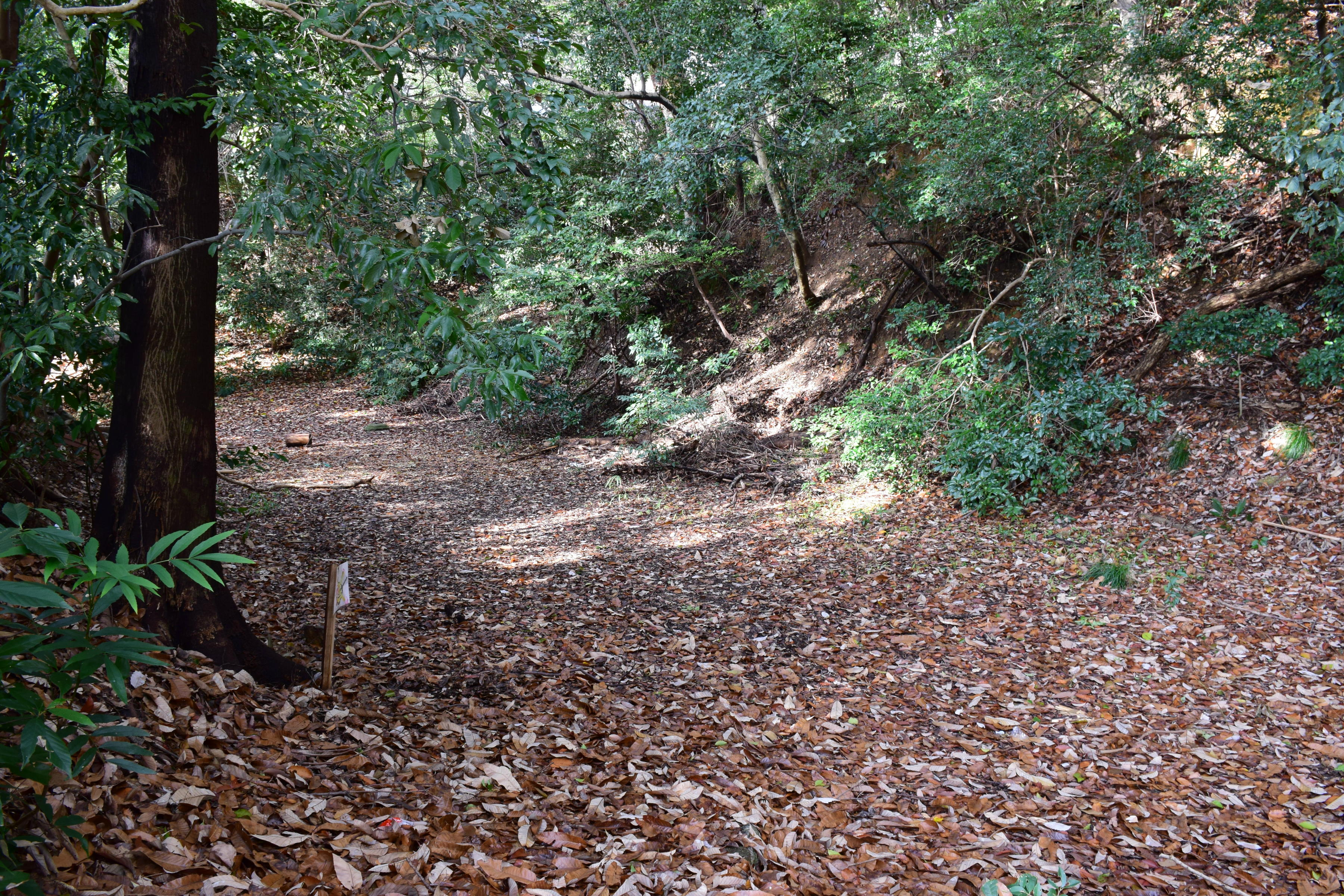
末森城空堀
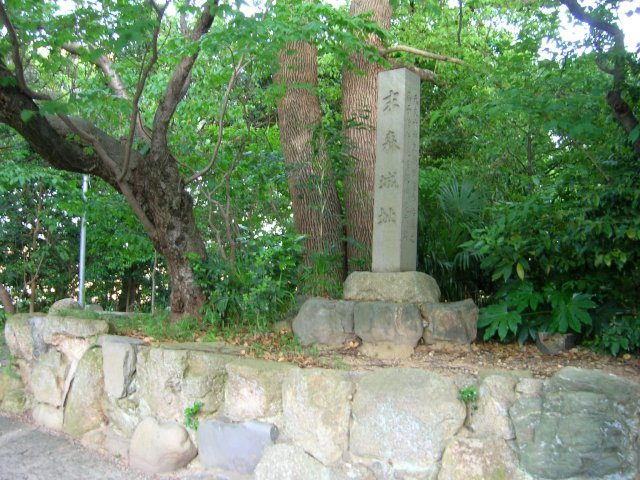
末森城址の碑

## 交通アクセス

### 公共交通機関
- 名古屋市営地下鉄東山線・覚王山駅または本山駅下車[4]。徒歩で約5分。

### 自動車
名古屋市内では珍しく警笛鳴らせの規制標識が残存する。当該場所は勾配のあるカーブであり見通しが悪い。上り下りともに、通行する車両は標識に従い、警音器を使用して合図する。

## その他
毎月第3日曜日には「鎮守の杜のマーケット」というフリーマーケットが境内で行なわれる。
作家・城山三郎のペンネームの由来は、この付近に転居したときそれに因んで付けたもの。
「恋の三社めぐり」として、山田天満宮（北区山田町）・高牟神社（千種区今池）とともに恋愛成就の巡礼スポットとなっている。もともと2007年（平成19年）に桜花学園高校のクラブ活動で企画され、2008年（平成20年）にJR東海がウオーキングイベントとして取り上げたことで広く知られるようになった。なお、当初は名古屋晴明神社（千種区清明山）・城山八幡宮・高牟神社の三社だった。城山八幡宮の青石（三重県鳥羽市の桃取町で採れることから「桃取石」とも）から目を閉じたまま10メートルほど歩いて赤石（岐阜県の揖斐で採れることから「揖斐石」とも）に触れることができれば願いが叶うとされ、水に浮かべると文字が浮かび上がる「水みくじ」、天然石を組み合わせて自分だけのお守りが作れる「叶守」、連理木などが境内にある。